# Breutelia auriculata
Breutelia auriculata är en bladmossart som beskrevs av Edwin Bunting Bartram 1946. Breutelia auriculata ingår i släktet gullhårsmossor, och familjen Bartramiaceae. Inga underarter finns listade i Catalogue of Life.